# 世界最佳賽馬賽事
浪琴世界最佳賽馬賽事（英語：The Longines World’s Best Horse Race Award），爲國際賽馬組織聯盟於每年結束後所頒發的一個獎項，旨在表彰當年獲得最高評分的一項賽事，常被用作作爲衡量賽事水準的標準。

## 概要
爲配合賽馬運動的發展及鼓勵，國際賽馬組織聯盟於2015年設立此獎項，旨在表彰於當年獲得最高評分的國際一級賽，同時亦和世界馬匹年終排名及全球最佳騎師一同年末賽馬界的指標。除了頒發獎項之外，國際賽馬組織聯盟亦會同時發佈全球百大一級賽排名榜，以展示於當年位居全球頭100的高水準國際一級賽。

## 評分方式
全球最佳賽馬賽事和世界馬匹年終排名有所連繫，因而評分方式和馬匹的評分息息相關。一般而言，賽事當年所獲的評分即爲於該賽事跑獲頭四名賽駒之評分的平均值。舉例來說，若某一場賽事頭四名的賽駒分別被評130、126、126及124分，則該賽事的評分爲126.5分。
特別需要注意的是，由於國際賽馬組織聯盟於2013年經已有籌畫此獎項的意思，因而2015年的評分及排名，實爲2013至2015年評分之平均值。

## 歷屆得獎賽事
| 年份 | 場地 | 途程 | 評分   | 賽事名稱         | 舉辦國家/地區 | 馬場     | 距離   | 條件                | 當屆頭馬 | 代表國家 | 騎師   | 練馬師   |
| ---- | ---- | ---- | ------ | ---------------- | ------------- | -------- | ------ | ------------------- | -------- | -------- | ------ | -------- |
| 2015 | T    | L    | 125.75 | 凱旋門大賽       | 法國          | 隆尚     | 2400米 | 3歲或以上雄馬及雌馬 | 金號角   | 英国     | 戴圖理 | 高仕登   |
| 2016 | D    | I    | 125.25 | 育馬者盃經典大賽 | 美国          | 聖雅尼塔 | 10浪   | 3歲或以上           | 霸道駒   | 美国     | 史文夫 | 巴富達   |
| 2017 | T    | L    | 126.25 | 凱旋門大賽       | 法國          | 尚蒂伊   | 2400米 | 3歲或以上雄馬及雌馬 | 成全寶   | 英国     | 戴圖理 | 高仕登   |
| 2018 | T    | L    | 125.00 | 凱旋門大賽       | 法國          | 巴黎隆尚 | 2400米 | 3歲或以上雄馬及雌馬 | 成全寶   | 英国     | 戴圖理 | 高仕登   |
| 2019 | T    | L    | 126.25 | 凱旋門大賽       | 法國          | 巴黎隆尚 | 2400米 | 3歲或以上雄馬及雌馬 | 樹林之靈 | 法國     | 布達德 | 費伯華   |
| 2020 | T    | I    | 125.25 | 英國國際錦標     | 英国          | 約克     | 10浪   | 3歲或以上           | 既成事實 | 英国     | 布宜學 | 艾柏賓   |
| 2021 | T    | L    | 124.75 | 凱旋門大賽       | 法國          | 巴黎隆尚 | 2400米 | 3歲或以上雄馬及雌馬 | 驚世詩才 | 德国     | 龐可立 | 尹懷志   |
| 2022 | D    | I    | 126.75 | 育馬者盃經典大賽 | 美国          | 堅蘭     | 10浪   | 3歲或以上           | 航線     | 美国     | 柏列特 | 薛德拉   |
| 2023 | T    | L    | 126.75 | 日本盃           | 日本          | 東京     | 2400米 | 3歲或以上           | 春秋分   | 日本     | 李慕華 | 木村哲也 |
| 2024 | T    | L    | 124.25 | 英國國際錦標     | 英国          | 約克     | 10浪   | 3歲或以上           | 名戰古城 | 爱尔兰   | 莫雅   | 岳伯仁   |

以上表格含有賽馬術語之代號，以下爲代號之解釋：
場地
- T：Turf 草地
- D：Dirt 泥地

途程
- I：Intermediate 中距離
- L：Long 長途

## 外部連結
- 國際賽馬組織聯盟官方網頁 （页面存档备份，存于）